# Cratere Antony
Antony è un cratere sulla superficie di Oberon.